# Антон Короленко
Антон Петрович Короленко (?–1690-1738-?) — нащадок козацько-старшинського роду Королів з міста Миргород, син сотника миргородського, сотенний отаман (І.1713-1721), сотник наказний (1722), значковий товариш (1723-1738). 
Походив з роду Король-Короленків. 

## Сім'я
Батько - Петро Короленко, член уряду Миргородської ратуші, сотник Миргородський (1693).
Мав братів Стефана та Василя.
Мав дружину Параскеву.

## Вшанування пам'яті
На честь Антона Короленка названа вулиця Короленка та провулок Короленка у місті Дніпро.